# Xã Madison, Quận Fayette, Ohio
Xã Madison (tiếng Anh: Madison Township) là một xã thuộc quận Fayette, tiểu bang Ohio, Hoa Kỳ. Năm 2010, dân số của xã này là 1.122 người.